# Leverkusen Mitte
Leverkusen Mitte – stacja kolejowa w Leverkusen, w kraju związkowym Nadrenia Północna-Westfalia. Stacja ma 3 perony.
| Leverkusen Mitte              |  |                       |
| Linia Köln Hbf – Duisburg Hbf |  |                       |
|                               |  | Leverkusen-Küppersteg |